# سابقاً صبر می‌کردیم
«سابقاً صبر می‌کردیم» (به انگلیسی: We Used to Wait) تک‌آهنگی از آرکید فایر است که در سال ۲۰۱۰ میلادی منتشر شد. این آهنگ از آلبوم حومه شهرها می‌باشد. مجله رولینگ استون این آهنگ را پنجمین آهنگ برتر سال ۲۰۱۰ میلادی معرفی کرد.